# Brampford Speke
Brampford Speke – wieś i civil parish w Anglii, w Devon, w dystrykcie East Devon. W 2011 civil parish liczyła 419 mieszkańców.